# Georg Lücking
Georg Lücking (* 17. April 1912 in Düsseldorf; † 1992) war ein deutscher Bauingenieur und Verbandsfunktionär.
Lücking war Stahlbauingenieur und mit Brückenbau und Spannbetonbau beschäftigt. Von 1938 an war er für den Baukonzern Dyckerhoff & Widmann tätig und zuletzt Aufsichtsratsmitglied.
Er war Vorsitzender des Deutschen Beton-Vereins.

## Ehrungen
- 1985: Ehrenvorsitzender des Deutschen Beton-Vereins